# شذوذ جاذبية الهواء الحر
في الجيوفيزياء ، شذوذ جاذبية الهواء الحر ويُطلق عليه غالبًا شاذة الهواء الحر ويعرف بأنه شذوذ الجاذبية المقاس بعد تطبيق تصحيح الهواء الحر لتصحيح الارتفاع الذي يتم عنده القياس عن طريق تعديل قياسات الجاذبية إلى ما كان يمكن قياسه عند مستوى مرجعي. بالنسبة للأرض ، يُؤخذ هذا المستوى المرجعي عمومًا على أنه متوسط مستوى سطح البحر.  

## شذوذ
تعطى المعادلة التالية شذوذ جاذبية الهواء الحر: 
{\displaystyle g_{F}=g_{obs}-g_{\lambda }+\delta g_{F}}
هنا، {\displaystyle g_{F}} هو شذوذ جاذبية الهواء الحر، {\displaystyle g_{obs}} الجاذبية المقاسة، {\displaystyle g_{\lambda }} تصحيح خط العرض (الكواكب ليست مثالية التكور) ، {\displaystyle \delta g_{F}} هو تصحيح الهواء الحر.
يتناقص تسارع الجاذبية مع المسافة التي يتم عندها القياس من الكتلة باعتباره قانون التربيع العكسي. يتم حساب تصحيح الهواء الحر من قانون نيوتن كمعدل تغير الجاذبية مع المسافة: 
{\displaystyle {\begin{aligned}g&={\frac {GM}{R^{2}}}\\{\frac {dg}{dR}}&=-{\frac {2GM}{R^{3}}}=-{\frac {2g}{R}}\end{aligned}}}
عند خط العرض 45 درجة، {\displaystyle 2g/R=0.3086} م جال / م. 
تصحيح الهواء الحر هو المقدار الذي يجب إضافته إلى القياس عند الارتفاع {\displaystyle h} لتصحيحه إلى المستوى المرجعي:
{\displaystyle \delta g_{F}={\frac {2g}{R}}\times h}
افترضنا هنا أن القياسات تتم بالقرب من السطح نسبيًا بحيث لا تختلف R بشكل كبير. تكون قيمة تصحيح الهواء الحر موجبة عند قياسها أعلى من مسند جيوديسي، وسلبية عند قياسها أسفل المرجع. هناك افتراض بعدم وجود كتلة بين نقطة المراقبة والمستوى المرجعي.
يتم استخدام شذوذ Bouguer وتصحيح التضاريس لتفسير ذلك.